# Paul Karrer
Paul Karrer (Moskou, 21 april 1889 – Zürich, 18 juni 1971) was een Zwitsers organisch scheikundige vooral bekend vanwege zijn werk over vitamines. Hij en Walter Haworth kregen hiervoor in 1937 de Nobelprijs voor Scheikunde.

## Biografie
Karrer was de zoon van Julie Lerch en Paul Karrer, een Zwitsers tandarts die praktiseerde in Rusland. In 1892 keerde zijn familie terug naar Zwitserland waar hij in Zürich scheikunde studeerde bij Alfred Werner en promoveerde in 1911. Hij kreeg een baan bij Paul Ehrlich in het Georg Speyer Haus in Frankfurt. In 1919 werd hij hoogleraar in Zürich.
Karrers vroegere onderzoek betrof complexe metaalverbindingen, maar zijn belangrijkste werk was de opheldering van plantaardige kleurstoffen (plantpigmenten), vooral de gele carotenoïden. De formule van caroteen werd in 1930 gepubliceerd. Hij verhelderde dat hun chemische structuur in het lichaam wordt omgezet in vitamine A. Zijn werk leidde tot de correcte formule van bètacaroteen; de eerste keer dat de structuur van een vitamine of provitamine was vastgesteld.
George Wald werkte kort in Karrers lab en bestudeerde de rol van vitamine A in de retina. Later bevestigde Karrer de structuur van ascorbinezuur (vitamine C) en breidde zijn onderzoek zich uit naar vitamines B2 (riboflavine) en E (tocoferol). De structuren van B2 en E werden in 1935 respectievelijk 1938 bepaald. Zijn belangrijke bijdragen aan de chemie van flavines leidde tot de identificatie van lactoflavine als deel van het complex dat oorspronkelijk vitamine B2 leek.
Karrer heeft meer dan duizend artikelen gepubliceerd in verscheidene gebieden van de organische scheikunde, met name over vitamines A, B2, C, E en K, co-enzymen, carotenoïden en andere plantpigmenten, curare en andere alkoïdes, aminozuren, koolhydraten en de organoarseenchemie. Van zijn "Lehrbuch der Organische Chemie" uit 1930 werden dertien uitgaven gedrukt en het is vertaald in het Engels, Italiaans, Frans, Pools en Japans. Verder verscheen van zijn monograaf over carotenoïden (1948) ook een Engelstalige editie.
1901: Van 't Hoff ·
1902: E. Fischer ·
1903: Arrhenius ·
1904: Ramsay ·
1905: Baeyer ·
1906: Moissan ·
1907: Buchner ·
1908: Rutherford ·
1909: Ostwald ·
1910: Wallach ·
1911: Curie ·
1912: Grignard, Sabatier ·
1913: Werner ·
1914: Richards ·
1915: Willstätter ·
1918: Haber ·
1920: Nernst ·
1921: Soddy ·
1922: Aston ·
1923: Pregl ·
1925: Zsigmondy ·
1926: Svedberg ·
1927: Wieland ·
1928: Windaus ·
1929: Harden, Euler-Chelpin ·
1930: H. Fischer · 
1931: Bosch, Bergius ·
1932: Langmuir ·
1934: Urey ·
1935: F. Joliot-Curie, I. Joliot-Curie ·
1936: Debye ·
1937: Haworth, Karrer ·
1938: Kuhn ·
1939: Butenandt, Ružička ·
1943: Hevesy · 
1944: Hahn ·
1945: Virtanen ·
1946: Sumner, Northrop, Stanley ·
1947: Robinson · 
1948: Tiselius · 
1949: Giauque ·
1950: Diels, Alder ·
1951: McMillan, Seaborg ·
1952: Martin, Synge ·
1953: Staudinger ·
1954: Pauling ·
1955: Vigneaud ·
1956: Hinshelwood, Semjonov ·
1957: Todd ·
1958: Sanger ·
1959: Heyrovský ·
1960: Libby ·
1961: Calvin ·
1962: Perutz, Kendrew ·
1963: Ziegler, Natta ·
1964: Hodgkin ·
1965: Woodward ·
1966: Mulliken ·
1967: Eigen, Norrish, Porter ·
1968: Onsager ·
1969: Barton, Hassel ·
1970: Leloir ·
1971: Herzberg ·
1972: Anfinsen, Moore, Stein · 
1973: E.O. Fischer, Wilkinson · 
1974: Flory ·
1975: Cornforth, Prelog ·
1976: Lipscomb ·
1977: Prigogine · 
1978: Mitchell ·
1979: Brown, Wittig ·
1980: Berg, Gilbert, Sanger ·
1981: Fukui, Hoffmann ·
1982: Klug ·
1983: Taube ·
1984: Merrifield ·
1985: Hauptman, Karle ·
1986: Herschbach, Lee, Polanyi ·
1987: Cram, Lehn, Pedersen ·
1988: Deisenhofer, Huber, Michel ·
1989: Altman, Cech ·
1990: Corey ·
1991: Ernst ·
1992: Marcus ·
1993: Mullis, Smith ·
1994: Olah ·
1995: Crutzen, Molina, Rowland ·
1996: Curl, Kroto, Smalley ·
1997: Boyer, Walker, Skou ·
1998: Kohn, Pople ·
1999: Zewail ·
2000: Heeger, MacDiarmid, Shirakawa ·
2001: Knowles, Noyori, Sharpless ·
2002: Fenn, Tanaka, Wüthrich ·
2003: Agre, MacKinnon ·
2004: Ciechanover, Hershko, Rose ·
2005: Grubbs, Schrock, Chauvin ·
2006: Kornberg ·
2007: Ertl ·
2008: Shimomura, Chalfie, Tsien ·
2009: Steitz, Yonath, Ramakrishnan ·
2010: Heck, Negishi, Suzuki ·
2011: Shechtman ·
2012: Kobilka, Lefkowitz ·
2013: Karplus, Levitt, Warshel ·
2014: Betzig, Hell, Moerner ·
2015: Lindahl, Modrich, Sancar ·
2016: Sauvage, Stoddart, Feringa ·
2017: Dubochet, Frank, Henderson · 
2018: Arnold, Winter, Smith ·   
2019: Goodenough, Whittingham, Yoshino ·
2020: Charpentier, Doudna ·
2021: List, MacMillan ·
2022: Bertozzi, Meldal, Sharpless ·
2023: Bawendi, Brus, Jekimov ·
2024: Baker, Hassabis, Jumper